# Страцин (Болгария)
Страцин (болг. Страцин) — село в Болгарии. Находится в Бургасской области, входит в общину Поморие. Население составляет 1 306 человек.

## Политическая ситуация
В местном кметстве Страцин, в состав которого входит Страцин, должность кмета (старосты) исполняет Хасан Иса Кралы (Движение за права и свободы (ДПС)) по результатам выборов правления кметства.
Кмет (мэр) общины Поморие — Петыр Георгиев Златанов (независимый) по результатам выборов в правление общины.